# Xatardia scabra
Xatardie rude
Espèce
Classification APG III (2009)
Synonymes
- Angelica scabra (Lapeyr.) Petit
- Petitia scabra (Lapeyr.) J. Gay
- Selinum scabrum Lapeyr.
- Xatardia pyrenaica Bubani[1]

Statut de conservation UICN

 VU  : Vulnérable
Xatardia scabra, la  Xatardie rude, aussi appelée Xataria, Xatartia, Givert des isards ou Xatarie scabre, est une espèce de plantes à fleurs de la famille des Apiaceae et du genre Xatardia. C'est une plante herbacée protégée et menacée en France, endémique des Pyrénées catalanes, que l’on trouve en altitude (1 600 à 2 300 m) en France, Espagne et Andorre, adaptée aux milieux rocheux mobiles de moyenne montagne.
Le genre Xatardia est nommé par Carl Meissner en 1838 en l'honneur du botaniste français Barthélemy Xatart (1774-1846). Le nom de genre devrait être corrigé en Xatartia.

## Description

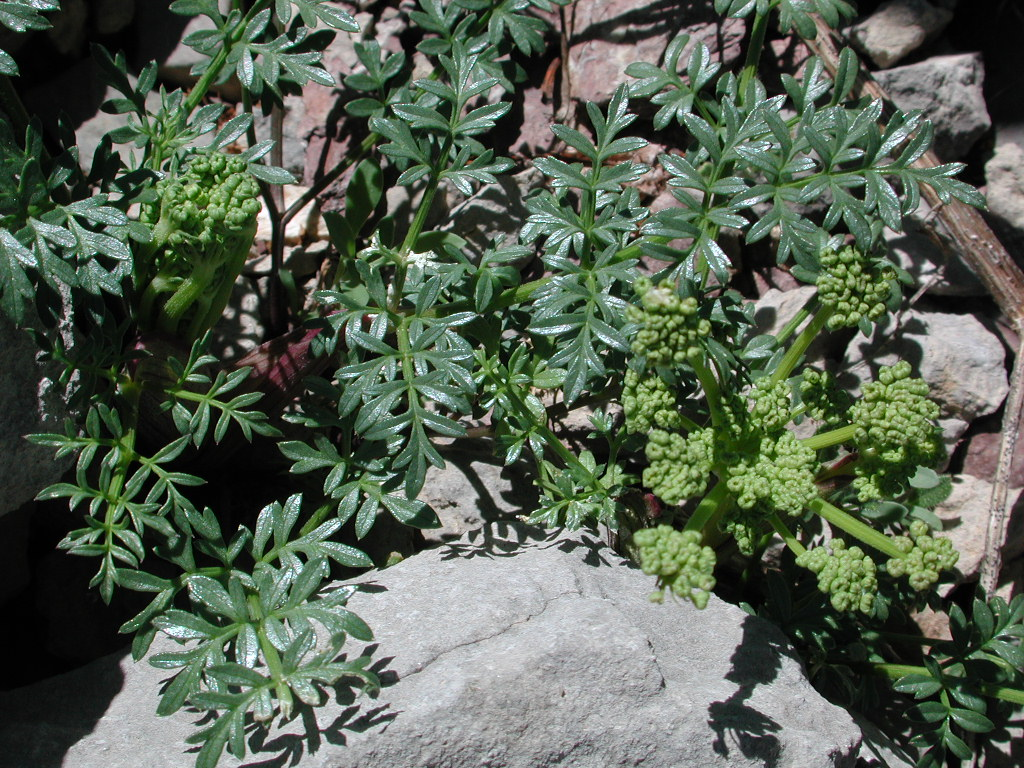
Détail des feuilles et des fleurs.

### Appareil végétatif
C'est une plante vivace de 10 à 25 cm, glabre, verte, à racine longue et très épaisse ; la tige est très grosse, creuse, peu ou point rameuse, striée au sommet. Les feuilles sont triangulaires dans leur pourtour, bi-tripennatiséquées, à lanières un peu épaisses, linéaires-oblongues, mucronées.

### Appareil reproducteur
Les fleurs sont d'un jaune verdâtre, en ombelles grandes, contractées à la maturité, à 12 à 35 rayons très inégaux ; l'involucre est nul ou à une à deux folioles ; l'involucelle est à quatre à douze folioles linéaires, caduques ; le calice est à limbe nul. Les pétales sont lancéolés, entiers ; les styles sont accrescents, réfléchis, deux fois plus longs que le stylopode ; le fruit est assez gros, oblong, non comprimé, glabre ; les méricarpes à bords entrebaillés, à cinq côtes épaisses, sont contiguës, obtusément carénées, les latérales un peu plus grandes. La floraison a lieu d'août à septembre.

## Habitat et écologie

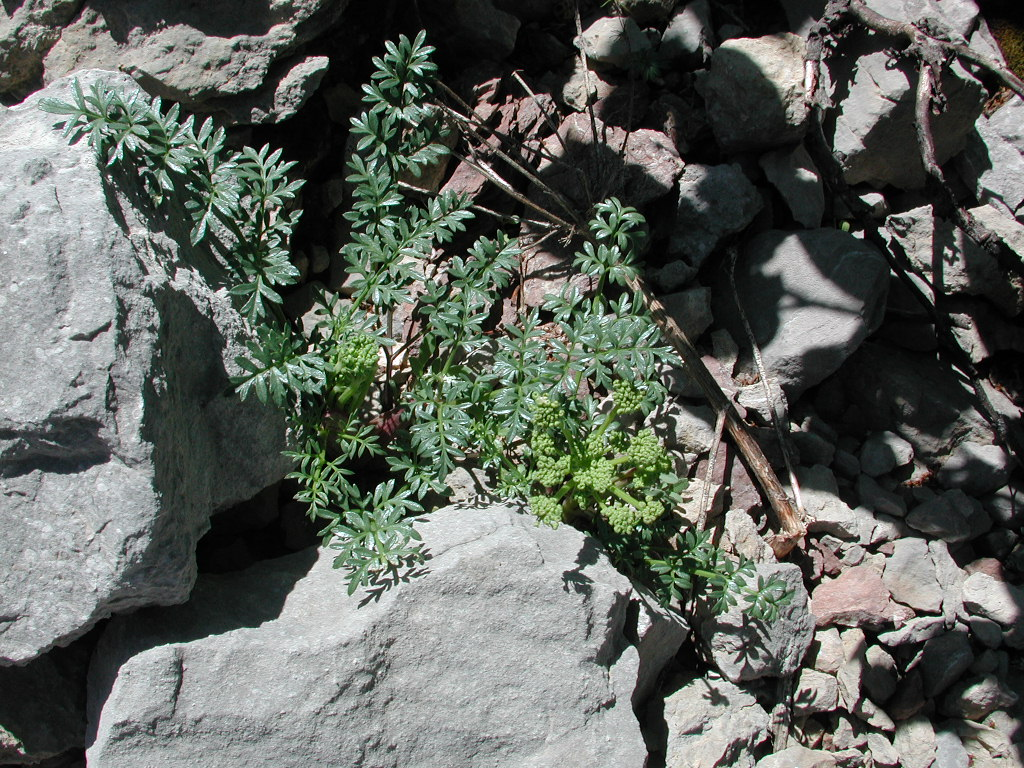
La xatardie rude est une plante typique des éboulis rocheux.

La xatardie rude est présente dans les éboulis schisteux des Pyrénées. C’est une plante qui sert de marqueur morphodynamique en géologie en raison de son appareil végétatif souterrain peu ramifié. En effet, celui-ci s’allonge vers l’aval annuellement en donnant l’impression d’un étirement des racines dans le sens de la pente selon les mouvements des matériaux. La plante survit aux mouvements de son milieu grâce à une racine pivot robuste qui s'allonge entre les gros rochers jusqu'à atteindre une zone d'encrage. Dans cette zone, les racines sont beaucoup plus fines et très ramifiées et permettent à la plante de puiser l’eau et les nutriments dans le sol.

## Répartition
Présente notamment en région Occitanie, on peut la trouver par exemple dans la vallée de la Carança, dans les Pyrénées-Orientales.

## Histoire taxonomique
Cette espèce fut découverte pour la première fois dans la vallée d'Eyne dans les régions des neiges éternelles, par  Barthélemy Xatart. Lapeyrouse la nomme Selinum scabrum en 1813, puis elle devient Angelica scabra (Lapeyr.). Avec Petit en 1829, on la retrouve sous le nom de Petitia scabra (Lapeyr.). Enfin en 1838, Meisner rend hommage à son inventeur en lui attribuant le genre Xatardia, mais commet alors une erreur orthographique en remplaçant le « t » final de Xatart par un « d », d'où son synonyme suivant : Xatartia scabra (Lapeyr.) Meisn., 1838.